# 逆境指数
逆境指数（ぎゃっきょうしすう、米: Adversity Quotient, AQ）とは、 生活の中で起こる様々な逆境に直面した時に、立ち向かう個人や組織の対応力や能力を持っているのかを測定する数値である。

## 評価レベル
AQのレベルは『CORE』という4つの要素の組み合わせによって決まる。4つの要素とは、「コントロール(Control)」「責任(Ownership)」「影響の範囲(Reach)」「持続時間(Endurance)」である。
AQのレベルは以下の5段階に分類される。
1. レベル1　逃避（Escape）……逆境に立ち向かえず逃げようとする
2. レベル2　サバイブ（Survive）……なんとか生き残ろうとする
3. レベル3　対処（Cope）……とりあえず対処をする
4. レベル4　管理（Manage）…… 逆境を最善の方法で管理し解決しようとする
5. レベル5　滋養（Harness）……ピンチをチャンスに変え、逆境をもとにさらなる飛躍を目指す

一般的に企業や組織の経営を成功に導く経営者やリーダーには、レベル4以上のAQが求められている。よりAQが高い人材の方が成功する確率も比例して高いと言われている。
AQは持って生まれたものではなく、トレーニングや経験した試練の数や大きさ、乗り越えてきた経緯などによっても鍛えることができる。「逆境に耐えぬく力を養うことは組織の一員としてはもちろんだが、個人としても人生の中で大いに役に立つものである。こういった考え方をベースに、AQを人事研修などで取り入れている企業も多くある。
レベル5のAQをコトワザで表現すると、「雨降って地固まる」「失敗は成功のもと」となる。

## RQとの関係
RQは「Resilience Quotient」の略語であり、日本語訳では「心の弾力性（回復力）」となる。
「逆境指数」「心の弾力性」とは、すなわち「メンタルの強さ」のこと。
- 逆境に遭遇しても、ストレスを溜めること無く どれだけ平常心を保って対応できるか
- 落ち込んでしまった場合に、どれだけ早く立ち直れるか

の度合いを表す指標である。